# Europese auto in 2013
Dit artikel geeft een overzicht van alle Europese personenwagens die in 2013 op de markt kwamen. De auto's staan alfabetisch gerangschikt per merk.

## West-Europa
| Alfa Romeo |                  | concern:                               | FIAT Italië |
| Alfa Romeo | divisie:         |                                        |             |
| Alfa Romeo | merk:            | Alfa Romeo Italië                      |             |
| Alfa Romeo | model:           | 4C Coupé sportwagen (1 generatie)      |             |
| Alfa Romeo | einde productie: | 2019                                   |             |
| Alfa Romeo | productieaantal: | 9195 (inclusief de cabriolet uit 2015) |             |

| Aston Martin |                  | concern:                                                                | onafhankelijk |
| Aston Martin | divisie:         |                                                                         |               |
| Aston Martin | merk:            | Aston Martin Verenigd Koninkrijk                                        |               |
| Aston Martin | model:           | Vanquish Volante cabriolet (variant van de 2e generatie coupé uit 2012) |               |
| Aston Martin | einde productie: | 2018                                                                    |               |
| Aston Martin | productieaantal: | ?                                                                       |               |

| Audi |                  | concern: | Volkswagen AG Duitsland |
| Audi | divisie:         | |                         |
| Audi | merk:            | Audi Duitsland |                         |
| Audi | model:           | A3 Sportback vijfdeurhatchback / sedan (3e generatie; de driedeurhatchback verscheen reeds in 2012, de cabriolet in 2014) S3 driedeurhatchback / Sportback vijfdeurhatchback (sportiever varianten; de cabriolet verscheen in 2014) |                         |
| Audi | einde productie: | 2018 (driedeurhatchback); 2020 (vijfdeurhatchback en sedan) |                         |
| Audi | productieaantal: | ? |                         |

| Audi |                  | concern: | Volkswagen AG Duitsland |
| Audi | divisie:         | |                         |
| Audi | merk:            | Audi Duitsland |                         |
| Audi | model:           | RS5 cabriolet (krachtiger variant van de 1e generatie A5 cabriolet uit 2009; de RS5 coupé verscheen reeds in 2010) |                         |
| Audi | einde productie: | 2015 |                         |
| Audi | productieaantal: | ? |                         |

| Audi |                  | concern: | Volkswagen AG Duitsland |
| Audi | divisie:         | |                         |
| Audi | merk:            | Audi Duitsland |                         |
| Audi | model:           | RS6 Avant stationwagen (3e generatie; krachtiger variant van de 4e generatie A4 Avant uit 2011; enkel als stationwagen gemaakt) |                         |
| Audi | einde productie: | 2018 |                         |
| Audi | productieaantal: | ? |                         |

| Audi |                  | concern:                                                                         | Volkswagen AG Duitsland |
| Audi | divisie:         |                                                                                  |                         |
| Audi | merk:            | Audi Duitsland                                                                   |                         |
| Audi | model:           | RS7 Sportback vierdeurcoupé (krachtiger variant van de 1e generatie A7 uit 2010) |                         |
| Audi | einde productie: | 2019                                                                             |                         |
| Audi | productieaantal: | ?                                                                                |                         |

| Audi |                  | concern:                                                                  | Volkswagen AG Duitsland |
| Audi | divisie:         |                                                                           |                         |
| Audi | merk:            | Audi Duitsland                                                            |                         |
| Audi | model:           | RS Q3 cross-over-suv (krachtiger variant van de 1e generatie Q3 uit 2011) |                         |
| Audi | einde productie: | 2018                                                                      |                         |
| Audi | productieaantal: | ?                                                                         |                         |

| Audi |                  | concern:                                                                 | Volkswagen AG Duitsland |
| Audi | divisie:         |                                                                          |                         |
| Audi | merk:            | Audi Duitsland                                                           |                         |
| Audi | model:           | SQ5 cross-over-suv (1e generatie; sportiever variant van de Q5 uit 2008) |                         |
| Audi | einde productie: | 2017                                                                     |                         |
| Audi | productieaantal: | ?                                                                        |                         |

| Bentley |                  | concern:                         | Volkswagen AG Duitsland |
| Bentley | divisie:         |                                  |                         |
| Bentley | merk:            | Bentley Verenigd Koninkrijk      |                         |
| Bentley | model:           | Flying Spur sedan (2e generatie) |                         |
| Bentley | einde productie: | 2019                             |                         |
| Bentley | productieaantal: | ?                                |                         |

| BMW |                  | concern:                                | onafhankelijk |
| BMW | divisie:         |                                         |               |
| BMW | merk:            | BMW Duitsland                           |               |
| BMW | model:           | i3 kleine elektrische vijfdeurhatchback |               |
| BMW | einde productie: | 2022                                    |               |
| BMW | productieaantal: | ca. 250.000                             |               |

| BMW |                  | concern:                                                                              | onafhankelijk |
| BMW | divisie:         |                                                                                       |               |
| BMW | merk:            | BMW Duitsland                                                                         |               |
| BMW | model:           | 3-serie Gran Turismo vierdeurcoupé (F34; gebaseerd op de 6e generatie sedan uit 2012) |               |
| BMW | einde productie: | 2019                                                                                  |               |
| BMW | productieaantal: | ?                                                                                     |               |

| BMW |                  | concern:                                                                            | onafhankelijk |
| BMW | divisie:         |                                                                                     |               |
| BMW | merk:            | BMW Duitsland                                                                       |               |
| BMW | model:           | 4-serie coupé (F32; 1e generatie; de cabriolet en vierdeurcoupé verschenen in 2014) |               |
| BMW | einde productie: | 2020                                                                                |               |
| BMW | productieaantal: | ?                                                                                   |               |

| BMW |                  | concern:                         | onafhankelijk |
| BMW | divisie:         |                                  |               |
| BMW | merk:            | BMW Duitsland                    |               |
| BMW | model:           | X5 cross-over-suv (3e generatie) |               |
| BMW | einde productie: | 2018                             |               |
| BMW | productieaantal: | ?                                |               |

| BMW |                  | concern:                                                                      | onafhankelijk |
| BMW | divisie:         |                                                                               |               |
| BMW | merk:            | BMW Duitsland                                                                 |               |
| BMW | model:           | M6 Gran Coupé sedan (F06; vierdeurvariant van de 2e generatie coupé uit 2012) |               |
| BMW | einde productie: | 2018                                                                          |               |
| BMW | productieaantal: | ?                                                                             |               |

| Citroën |                  | concern:                                                                                              | PSA Peugeot Citroën Frankrijk |
| Citroën | divisie:         | |                               |
| Citroën | merk:            | Citroën Frankrijk                                                                                     |                               |
| Citroën | model:           | C4 Picasso / verlengde Grand C4 Picasso mpv (2e generatie; vanaf 2018 (Grand) C4 SpaceTourer genoemd) |                               |
| Citroën | einde productie: | 2020                                                                                                  |                               |
| Citroën | productieaantal: | ca. 600.000 (verkocht in Europa)                                                                      |                               |

| Dacia |                  | concern:                                                            | Renault Frankrijk |
| Dacia | divisie:         |                                                                     |                   |
| Dacia | merk:            | Dacia Roemenië                                                      |                   |
| Dacia | model:           | Logan MCV stationwagen (variant van de 2e generatie sedan uit 2012) |                   |
| Dacia | einde productie: | 2020                                                                |                   |
| Dacia | productieaantal: | ?                                                                   |                   |

| Donkervoort |                  | concern:                                   | onafhankelijk |
| Donkervoort | divisie:         |                                            |               |
| Donkervoort | merk:            | Donkervoort Nederland                      |               |
| Donkervoort | model:           | D8 GTO lichte coupé- / cabrioletsportwagen |               |
| Donkervoort | einde productie: | ca. 2022                                   |               |
| Donkervoort | productieaantal: | ?                                          |               |

| Ferrari |                  | concern:                                                 | FIAT Italië |
| Ferrari | divisie:         |                                                          |             |
| Ferrari | merk:            | Ferrari Italië                                           |             |
| Ferrari | model:           | LaFerrari coupé-sportwagen (de cabriolet volgde in 2016) |             |
| Ferrari | einde productie: | 2016                                                     |             |
| Ferrari | productieaantal: | 499 (enkel de coupé)                                     |             |

| Ford |                  | concern:                                                                                     | onafhankelijk |
| Ford | divisie:         | Ford of Europe Duitsland                                                                     |               |
| Ford | merk:            | Ford Verenigde Staten                                                                        |               |
| Ford | model:           | Fiesta ST drie- en vijfdeurhatchback (sportiever versie van de 6e generatie Fiesta uit 2008) |               |
| Ford | einde productie: | 2018                                                                                         |               |
| Ford | productieaantal: | ?                                                                                            |               |

| Ford |                  | concern:                                                                                    | onafhankelijk |
| Ford | divisie:         | Ford of Europe Duitsland                                                                    |               |
| Ford | merk:            | Ford Verenigde Staten                                                                       |               |
| Ford | model:           | Kuga cross-over-suv (2e generatie; kwam in 2012 al op de markt in Noord-Amerika als Escape) |               |
| Ford | einde productie: | 2019 (Europa)                                                                               |               |
| Ford | productieaantal: | ca. 2 miljoen (verkocht in Europa en China)                                                 |               |

| Jaguar |                  | concern:                                  | Tata India |
| Jaguar | divisie:         |                                           |            |
| Jaguar | merk:            | Jaguar Verenigd Koninkrijk                |            |
| Jaguar | model:           | F-Type cabriolet-sportwagen (1 generatie) |            |
| Jaguar | einde productie: | juni 2024                                 |            |
| Jaguar | productieaantal: | 87.731 (inclusief de coupé uit 2014)      |            |

| Jaguar |                  | concern:                                                       | Tata India |
| Jaguar | divisie:         |                                                                |            |
| Jaguar | merk:            | Jaguar Verenigd Koninkrijk                                     |            |
| Jaguar | model:           | XJR sedan (krachtiger variant van de 4e generatie XJ uit 2010) |            |
| Jaguar | einde productie: | ca. 2018                                                       |            |
| Jaguar | productieaantal: | ?                                                              |            |

| Kia |                  | concern: | Hyundai Motor Company Zuid-Korea |
| Kia | divisie:         | |                                  |
| Kia | merk:            | Kia Zuid-Korea |                                  |
| Kia | model:           | pro_cee'd driedeurhatchback (variant van de 2e generatie cee'd vijfdeurhatchback uit 2012; ontwikkeld voor de Europese markt) cee'd GT vijfdeurhatchback / pro_cee'd GT driedeurhatchback (sportiever varianten) |                                  |
| Kia | einde productie: | 2018 (pro_cee'd) |                                  |
| Kia | productieaantal: | ? |                                  |

| Lamborghini |                  | concern:                                           | Volkswagen AG Duitsland |
| Lamborghini | divisie:         |                                                    |                         |
| Lamborghini | merk:            | Lamborghini Italië                                 |                         |
| Lamborghini | model:           | Aventador Roadster (variant van de coupé uit 2011) |                         |
| Lamborghini | einde productie: | september 2022                                     |                         |
| Lamborghini | productieaantal: | ?                                                  |                         |

| Lamborghini |                  | concern:                                                         | Volkswagen AG Duitsland |
| Lamborghini | divisie:         |                                                                  |                         |
| Lamborghini | merk:            | Lamborghini Italië                                               |                         |
| Lamborghini | model:           | Veneno coupé / Roadster                                          |                         |
| Lamborghini | einde productie: | 2014                                                             |                         |
| Lamborghini | productieaantal: | 5 coupés, waarvan een testauto, en 9 roadsters (beperkte oplage) |                         |

| Land Rover |                  | concern:                                           | Tata India |
| Land Rover | divisie:         |                                                    |            |
| Land Rover | merk:            | Land Rover Verenigd Koninkrijk                     |            |
| Land Rover | model:           | Range Rover Sport suv (2e generatie)               |            |
| Land Rover | einde productie: | 2022                                               |            |
| Land Rover | productieaantal: | ruim 400.000 (verkocht in Europa en Noord-Amerika) |            |

| Lotus |                  | concern:                                                                | Proton Maleisië |
| Lotus | divisie:         |                                                                         |                 |
| Lotus | merk:            | Lotus Verenigd Koninkrijk                                               |                 |
| Lotus | model:           | Exige S(eries) 3 Roadster (afgeleid van de 3e generatie coupé uit 2012) |                 |
| Lotus | einde productie: | 2021                                                                    |                 |
| Lotus | productieaantal: | ?                                                                       |                 |

| Maserati |                  | concern:                    | FIAT Italië |
| Maserati | divisie:         |                             |             |
| Maserati | merk:            | Maserati Italië             |             |
| Maserati | model:           | Ghibli sedan (3e generatie) |             |
| Maserati | einde productie: | eind 2023                   |             |
| Maserati | productieaantal: | 23.921 (verkocht in Europa) |             |

| Maserati |                  | concern:                             | FIAT Italië |
| Maserati | divisie:         |                                      |             |
| Maserati | merk:            | Maserati Italië                      |             |
| Maserati | model:           | Quattroporte VI sedan (6e generatie) |             |
| Maserati | einde productie: | eind 2023                            |             |
| Maserati | productieaantal: | ca. 4000 (verkocht in Europa)        |             |

| McLaren |                  | concern:                    | onafhankelijk |
| McLaren | divisie:         |                             |               |
| McLaren | merk:            | McLaren Verenigd Koninkrijk |               |
| McLaren | model:           | P1 coupé-sportwagen         |               |
| McLaren | einde productie: | december 2015               |               |
| McLaren | productieaantal: | 375 (beperkte oplage)       |               |

| Mercedes-Benz |                  | concern:                                                                              | Daimler Duitsland |
| Mercedes-Benz | divisie:         |                                                                                       |                   |
| Mercedes-Benz | merk:            | Mercedes-Benz Duitsland                                                               |                   |
| Mercedes-Benz | model:           | A 45 AMG vijfdeurhatchback (krachtiger variant van de 3e generatie A-Klasse uit 2012) |                   |
| Mercedes-Benz | einde productie: | 2018                                                                                  |                   |
| Mercedes-Benz | productieaantal: | ?                                                                                     |                   |

| Mercedes-Benz |                  | concern:                                                                                  | Daimler Duitsland |
| Mercedes-Benz | divisie:         |                                                                                           |                   |
| Mercedes-Benz | merk:            | Mercedes-Benz Duitsland                                                                   |                   |
| Mercedes-Benz | model:           | CLA-Klasse / sportiever CLA 45 AMG vierdeurcoupé (1e generatie; gebaseerd op de A-Klasse) |                   |
| Mercedes-Benz | einde productie: | 2018                                                                                      |                   |
| Mercedes-Benz | productieaantal: | ca. 400.000 (verkocht in Europa en Noord-Amerika)                                         |                   |

| Mercedes-Benz |                  | concern:                                                             | Daimler Duitsland |
| Mercedes-Benz | divisie:         |                                                                      |                   |
| Mercedes-Benz | merk:            | Mercedes-Benz Duitsland                                              |                   |
| Mercedes-Benz | model:           | G 63 AMG 6x6 pick-up (variant van de 2e generatie G-Klasse uit 1992) |                   |
| Mercedes-Benz | einde productie: | 2015                                                                 |                   |
| Mercedes-Benz | productieaantal: | ca. 100                                                              |                   |

| Mercedes-Benz |                  | concern:                                          | Daimler Duitsland |
| Mercedes-Benz | divisie:         |                                                   |                   |
| Mercedes-Benz | merk:            | Mercedes-Benz Duitsland                           |                   |
| Mercedes-Benz | model:           | S-Klasse (verlengde) sedan (W/V222; 6e generatie) |                   |
| Mercedes-Benz | einde productie: | 2020                                              |                   |
| Mercedes-Benz | productieaantal: | meer dan 500.000                                  |                   |

| Mini |                  | concern:                                                                         | BMW Duitsland |
| Mini | divisie:         |                                                                                  |               |
| Mini | merk:            | Mini Verenigd Koninkrijk                                                         |               |
| Mini | model:           | Paceman driedeurcross-over-suv (1 generatie; variant van de Countryman uit 2010) |               |
| Mini | einde productie: | eind 2016                                                                        |               |
| Mini | productieaantal: | ?                                                                                |               |

| Opel Vauxhall |                  | concern:                                       | General Motors Verenigde Staten |
| Opel Vauxhall | divisie:         |                                                |                                 |
| Opel Vauxhall | merk:            | Opel Duitsland en Vauxhall Verenigd Koninkrijk |                                 |
| Opel Vauxhall | model:           | Adam driedeurstadsauto (1 generatie)           |                                 |
| Opel Vauxhall | einde productie: | juli 2019                                      |                                 |
| Opel Vauxhall | productieaantal: | 329.740 (verkocht in Europa)                   |                                 |

| Opel Vauxhall |                  | concern: | General Motors Verenigde Staten |
| Opel Vauxhall | divisie:         | |                                 |
| Opel Vauxhall | merk:            | Opel Duitsland en Vauxhall Verenigd Koninkrijk                                                                     |                                 |
| Opel Vauxhall | model:           | Cascada cabriolet (1 generatie; vanaf 2015 en 2016 ook in Australië en Noord-Amerika verkocht als Holden en Buick) |                                 |
| Opel Vauxhall | einde productie: | 28 juni 2019 |                                 |
| Opel Vauxhall | productieaantal: | 27.019 (verkocht in Europa)                                                                                        |                                 |

| Peugeot |                  | concern:                           | PSA Peugeot Citroën Frankrijk |
| Peugeot | divisie:         |                                    |                               |
| Peugeot | merk:            | Peugeot Frankrijk                  |                               |
| Peugeot | model:           | 2008 cross-over-suv (1e generatie) |                               |
| Peugeot | einde productie: | 2019 (Europa)                      |                               |
| Peugeot | productieaantal: | ca. 1,35 miljoen                   |                               |

| Peugeot |                  | concern:                                                                 | PSA Peugeot Citroën Frankrijk |
| Peugeot | divisie:         |                                                                          |                               |
| Peugeot | merk:            | Peugeot Frankrijk                                                        |                               |
| Peugeot | model:           | 308 vijfdeurhatchback (2e generatie)                                     |                               |
| Peugeot | einde productie: | 2021 (Europa)                                                            |                               |
| Peugeot | productieaantal: | ca. 1,2 miljoen (verkocht in Europa; inclusief de stationwagen uit 2014) |                               |

| Porsche |                  | concern:                          | Volkswagen AG Duitsland |
| Porsche | divisie:         |                                   |                         |
| Porsche | merk:            | Porsche Duitsland                 |                         |
| Porsche | model:           | 918 Spyder roadster met targa-dak |                         |
| Porsche | einde productie: | juni 2015                         |                         |
| Porsche | productieaantal: | 918 (beperkte oplage)             |                         |

| Porsche |                  | concern:                                                                               | Volkswagen AG Duitsland |
| Porsche | divisie:         |                                                                                        |                         |
| Porsche | merk:            | Porsche Duitsland                                                                      |                         |
| Porsche | model:           | Cayman coupé-sportwagen (981c; 2e generatie; gesloten variant van de Boxster uit 2012) |                         |
| Porsche | einde productie: | 2016                                                                                   |                         |
| Porsche | productieaantal: | ca. 40.000                                                                             |                         |

| Renault |                  | concern:                             | onafhankelijk |
| Renault | divisie:         |                                      |               |
| Renault | merk:            | Renault Frankrijk                    |               |
| Renault | model:           | Captur cross-over-suv (1e generatie) |               |
| Renault | einde productie: | 2019                                 |               |
| Renault | productieaantal: | ca. 1,2 miljoen                      |               |

| Renault |                  | concern: | onafhankelijk |
| Renault | divisie:         | |               |
| Renault | merk:            | Renault Frankrijk |               |
| Renault | model:           | Clio Grandtour stationwagen (variant van de 4e generatie hatchback uit 2012; in Engelstalige landen Estate genoemd) RS vijfdeurhatchback (sportiever variant) |               |
| Renault | einde productie: | 2019 (hatchback); 2020 (stationwagen) |               |
| Renault | productieaantal: | ? |               |

| Rimac |                  | concern:                                               | onafhankelijk |
| Rimac | divisie:         |                                                        |               |
| Rimac | merk:            | Rimac Kroatië                                          |               |
| Rimac | model:           | Concept_One elektrische coupé-sportwagen (1 generatie) |               |
| Rimac | einde productie: | 2016                                                   |               |
| Rimac | productieaantal: | 8                                                      |               |

| Rolls-Royce |                  | concern:                                            | BMW Duitsland |
| Rolls-Royce | divisie:         |                                                     |               |
| Rolls-Royce | merk:            | Rolls-Royce Verenigd Koninkrijk                     |               |
| Rolls-Royce | model:           | Wraith coupé (gebaseerd op de Ghost sedan uit 2009) |               |
| Rolls-Royce | einde productie: | 2023                                                |               |
| Rolls-Royce | productieaantal: | 1405 (verkocht in Europa)                           |               |

| SEAT |                  | concern:                                                                                               | Volkswagen AG Duitsland |
| SEAT | divisie:         | |                         |
| SEAT | merk:            | SEAT Spanje                                                                                            |                         |
| SEAT | model:           | León SC driedeurhatchback / ST stationwagen (varianten van de 3e generatie vijfdeurhatchback uit 2012) |                         |
| SEAT | einde productie: | 2018 (SC); 2020 (ST)                                                                                   |                         |
| SEAT | productieaantal: | ? |                         |

| Škoda |                  | concern: | Volkswagen AG Duitsland |
| Škoda | divisie:         | |                         |
| Škoda | merk:            | Škoda Tsjechië |                         |
| Škoda | model:           | Octavia vijfdeurliftback / Combi stationwagen (3e generatie; in 2014 verscheen de Octavia Scout 4x4-cross-over-variant van de Combi) |                         |
| Škoda | einde productie: | 2019 |                         |
| Škoda | productieaantal: | ca. 2,6 miljoen |                         |

| Touring Superleggera |                  | concern:                                                                                              | onafhankelijk |
| Touring Superleggera | divisie:         | |               |
| Touring Superleggera | merk:            | Touring Superleggera Italië                                                                           |               |
| Touring Superleggera | model:           | Alfa Romeo Disco Volante by Touring coupé-sportwagen (omgebouwde Alfa Romeo 8C Competizione uit 2007) |               |
| Touring Superleggera | einde productie: | 2019                                                                                                  |               |
| Touring Superleggera | productieaantal: | 8 |               |

## Oost-Europa
| Renault |                  | concern: | onafhankelijk |
| Renault | divisie:         | |               |
| Renault | merk:            | Renault Frankrijk |               |
| Renault | model:           | Symbol sedan (3e generatie; badge-engineered 2e generatie Dacia Logan; verkocht in Noord-Afrika, het Midden-Oosten, Latijns-Amerika en als Thalia in Oost-Europa) |               |
| Renault | einde productie: | ca. 2021 |               |
| Renault | productieaantal: | ? |               |